# The Tempest (film fra 1908)
 For alternative betydninger, se The Tempest. (Se også artikler, som begynder med The Tempest)
The Tempest er en britisk stumfilm fra 1908 af Percy Stow.